# Ádám Steinmetz
Ádám Steinmetz (* 11. srpen 1980, Budapešť) je maďarský právník, politik a vodní pólista, olympijský vítěz na Letních olympijských hrách 2004 v Aténách.

## Rodina
Otec János Steinmetz je bronzový olympijský vodní pólista. Matka Mária Varga je známá basketbalistka. Mladší bratr Barnabás Steinmetz je dvojnásobný zlatý olympijský vodní pólista.
V roce 2006 získal doktorský diplom v oboru právo na Katolické univerzitě Petra Pázmánye. Je ženatý, má syna Jánose (* 2016)

## Sportovní kariéra
- 1991–1996: KSI (Maďarsko)
- 1996–2000: Ferencvárosi TC (Maďarsko)
- 2000–2008: Vasas SC (Maďarsko)
- 2008–2011: VK Primorac Kotor (Černá Hora)
- od 2011: Vasas SC (Maďarsko)

## Politická kariéra
V létě 2017 oznámil Gábor Vona, předseda Hnutí za lepší Maďarsko, že v parlamentních volbách 2018 bude Ádám Steinmetz kandidovat jako nestraník za Jobbik, a to jednak v jednomandátovém volebním obvodu župy Somogy číslo 3. se sídlem v Marcali, jednak na 4. místě celostátní kandidátní listiny hnutí Jobbik. Členem strany se ale nestal a ani o něm neuvažuje.